# Hälsingtuna-Rogsta församling
Hälsingtuna-Rogsta församling var en församling i Hälsinglands norra kontrakt i Uppsala stift. Församlingen låg i Hudiksvalls kommun i Gävleborgs län och utgjorde ett eget pastorat. Församlingen uppgick 2014 i Hudiksvallsbygdens församling.

## Administrativ historik
Församlingen bildades 2010 genom sammanslagning av Hälsingtuna och Rogsta församlingar.
Församlingen uppgick 2014 i Hudiksvallsbygdens församling.

## Kyrkor
- Rogsta kyrka
- Hälsingtuna kyrka
- Håstakyrkan
- Björkbergskyrkan
- Olmens kapell
- Bergöns kapell